# 大島清 (政治家)
大島 清（おおしま きよし、1948年6月20日 - ）は、日本の政治家。埼玉県伊奈町長（3期）。

## 来歴
埼玉県北足立郡伊奈村（現・伊奈町）出身。埼玉県立上尾高等学校を卒業後、上尾商工会議所や伊奈町観光協会で町おこしに尽力したという。中央大学法学部通信部を中退。不動産管理会社社長を務めた。
2016年（平成28年）4月24日に行われた伊奈町長選挙に自民党・公明党の推薦を得て立候補。引退する野川和好町長の長男の野川英和を大差で破り、初当選を果たした。投票率は37.57％。5月14日、町長就任。
2020年（令和2年）、無投票により再選。
2024年（令和6年）4月21日に行われた伊奈町長選挙に元兵庫県議会議員の小西彦治を大差で破り、三選を果たした。投票率は28.20％。

## 政策・人物
- 2021年3月1日、LGBTなど性的少数者のカップルが婚姻に相当する関係にあると認める「パートナーシップ宣誓制度」を導入した[7]。